# Séparateur plan
Un séparateur plan ou nettoyeur séparateur est une machine qui permet de séparer un produit en fonction de sa taille (granulométrie). Certains séparateurs sont munis de systèmes d'aspiration qui permettent d'enlever les particules légères.
Principalement utilisés dans le domaine de l'agriculture mais aussi dans les stations de semence, l'agroalimentaire ou dans certaines industries, les séparateur plans sont munis de grilles pour la séparation du produit d'entrée et de systèmes de dégommage (à boules) de ces grilles pour une meilleure efficacité..

## Principe de fonctionnement

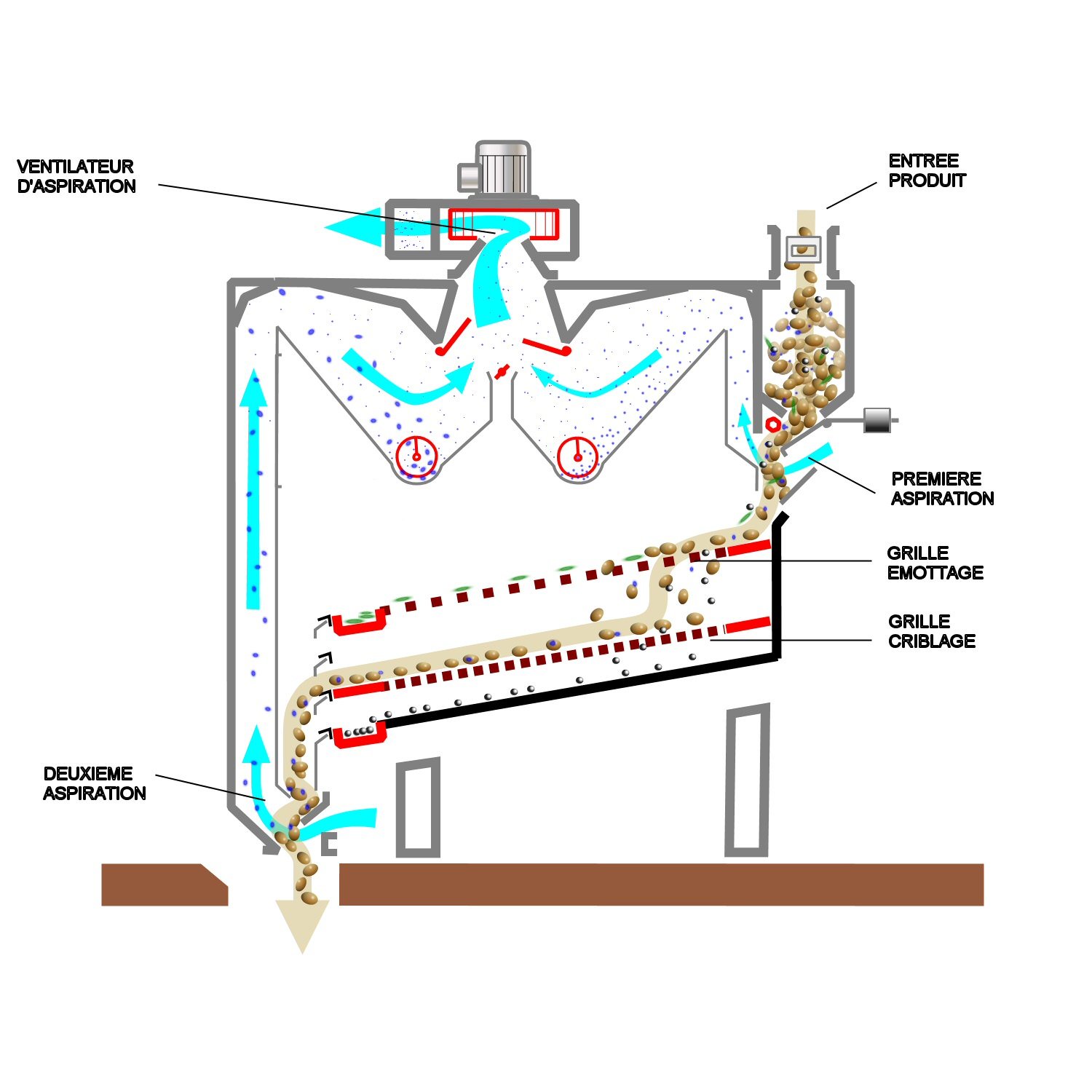
Diagramme séparateur plan

Les produits granuleux et secs de préférence comme le blé ou autres céréales, grains protéagineux ou oléagineux entrent dans la trémie d’alimentation. Sous l'effet du poids, le produit tombe en rideau régulier sur toute la largeur de la machine dans le caisson comportant les grilles. Lors de cette chute, l'aspiration d'entrée au travers du produit permet de retirer les déchets les plus légers.
Généralement, constitué d'au moins 2 grilles superposées, le produit passe au travers de la première grille (appelée grille émottage) où seuls les gros déchets sont retenus et évacués par la suite.
Puis le produit tombe sur la deuxième grille. Cette grille inférieure (appelée grille de criblage) laisse passer les petits déchets et amène le bon produit vers la sortie.
Une aspiration de sortie permet de séparer grâce à la hauteur de sa colonne d'aspiration, le bon produit, des grains les plus légers (à taille identique).
Le séparateur plan, encore appelé nettoyeur séparateur dans le milieu de l'agriculture, fait partie intégrante d'une série d'appareils pour le nettoyage, triage, calibrage des produits céréaliers,.
Les appareils comme les pré-nettoyeurs, épurateurs, nettoyeurs rotatifs, tables densimétriques, trieurs alvéolaires ou trieurs optiques complètent la gamme des appareils pour le nettoyage des produits céréaliers en vue de leur commercialisation par les coopératives, organismes stockeurs, stations de semences ou meuneries.